# Jonathan Page
Jonathan Page (Tilton, 16 september 1976) is een Amerikaans voormalig wielrenner. Hij was voornamelijk actief in het veldrijden.
Na enkele overwinningen in minder belangrijke veldritten in de Verenigde Staten midden jaren 90, ging hij zijn geluk beproeven in Europa. Zijn eerste veldrit op Europese bodem won hij in 2002 in Drongen-Baarle in België. In 2003, 2004 en 2005 werd hij Amerikaans kampioen veldrijden. Op het WK veldrijden 2007 in Hooglede-Gits verraste Page met een zilveren medaille. Hij reed begin 2007 als amateur omdat er geen veldrijdersploeg hem een contract had aangeboden. Na zijn sterke prestatie op het WK veldrijden, kreeg Page uiteindelijk een contract bij Sunweb-Projob.

## Palmares

### Veldrijden
| Seizoen   | Wereldbeker | WK  | PK  | AK     | Overige                                                      | Totaal aantal zeges |
| --------- | ----------- | --- | --- | ------ | ------------------------------------------------------------ | ------------------- |
| 2000-2001 |             | DNS | NVT | 6e     |                                                              | 0                   |
| 2001-2002 |             | 34e | NVT | 4e     | Baltimore                                                    | 1                   |
| 2002-2003 |             | 37e | NVT | Goud   |                                                              | 1                   |
| 2003-2004 |             | 32e | NVT | Goud   |                                                              | 1                   |
| 2004-2005 |             | 14e | NVT | Goud   |                                                              | 1                   |
| 2005-2006 |             | 10e | NVT | Brons  |                                                              | 0                   |
| 2006-2007 |             | ↑   | NVT | Zilver |                                                              | 0                   |
| 2007-2008 |             | 23e | NVT | Zilver | Springfield I, Springfield II                                | 2                   |
| 2008-2009 |             | 52e | NVT | Brons  | Springfield I, Springfield II, Sun Prairie I, Sun Prairie II | 4                   |
| 2009-2010 |             | 30e | NVT | Brons  | Lakewood, Gloucester I                                       | 2                   |
| 2010-2011 |             | 12e | NVT | DNS    |                                                              | 0                   |
| 2011-2012 |             | 36e | NVT | Brons  |                                                              | 0                   |
| 2012-2013 |             | 22e | NVT | Goud   |                                                              | 1                   |
| 2013-2014 |             | 18e | NVT | 6e     | Baltimore I                                                  | 1                   |
| 2014-2015 |             | 23e | NVT | Zilver |                                                              | 0                   |
| 2015-2016 |             | DNS | 5e  | 4e     | Iowa I                                                       | 1                   |
| 2016-2017 |             | DNS | 11e | 7e     |                                                              | 0                   |
| 2017-2018 |             | DNS | DNS | 9e     |                                                              | 0                   |
| Totaal    | 0           | 0   | 0   | 4      | 11                                                           | 15                  |